# Fenidam
De Fenidam in Bangladesh is gebouwd als onderdeel van het Muhuri-irrigatieproject, met een omvang van 27.000 ha in te intergetijdengebieden van Noakhali. Het gebied, dat hoofdzakelijk het estuarium van de Feni omvat werd regelmatig getroffen door cyclonen. Door de trechtervorm van het estuarium werden stormvloeden stroomopwaarts sterk versterkt en veroorzaakten vaak overstromingen. Verder was er in het gebied een tekort aan zoet water in het droge seizoen, en was een groot deel van het gebied onbruikbaar omdat het (zoute) intergetijdengebieden waren. Veel van deze problemen konden opgelost worden door het bouwen van een afsluitdam in de monding van de Feni.

## Het ontwerp
De breedte van de rivier ter plekke van de voorziene dam was bijna 1200 m. Tijdens laagwater valt op deze plek de rivier bijna droog, tijdens hoogwater staat er 4 m water. De dam moet bestand zijn tegen een stormvloed met een kans van voorkomen van 1:50e per jaar. Daarnaast stelde de overheid van Bangladesh als eis dat de dam grotendeels met handkracht moest  worden gebouwd (als werkgelegenheidsproject),  met een minimum aan kapitaalintensief materieel en met zoveel mogelijk materialen die in Bangladesh van nature voorhanden waren. 
Er is daarom gekozen om een bodembescherming te maken met zinkstukken van riet en bamboe. Als afzinkmateriaal werden jute zakken met klei gebruikt (Bangladesh heeft vrijwel geen breuksteen) en rolstenen uit diverse rivieren.

Voor dat aangevangen kon worden met de aanleg van de dam moesten eerst de uitwateringssluizen aangelegd worden. Die zijn ten zuidwesten van de dam gesitueerd. Deze sluizen worden ook wel de 'Muhuri dam' genoemd, alhoewel dit geen dam is.

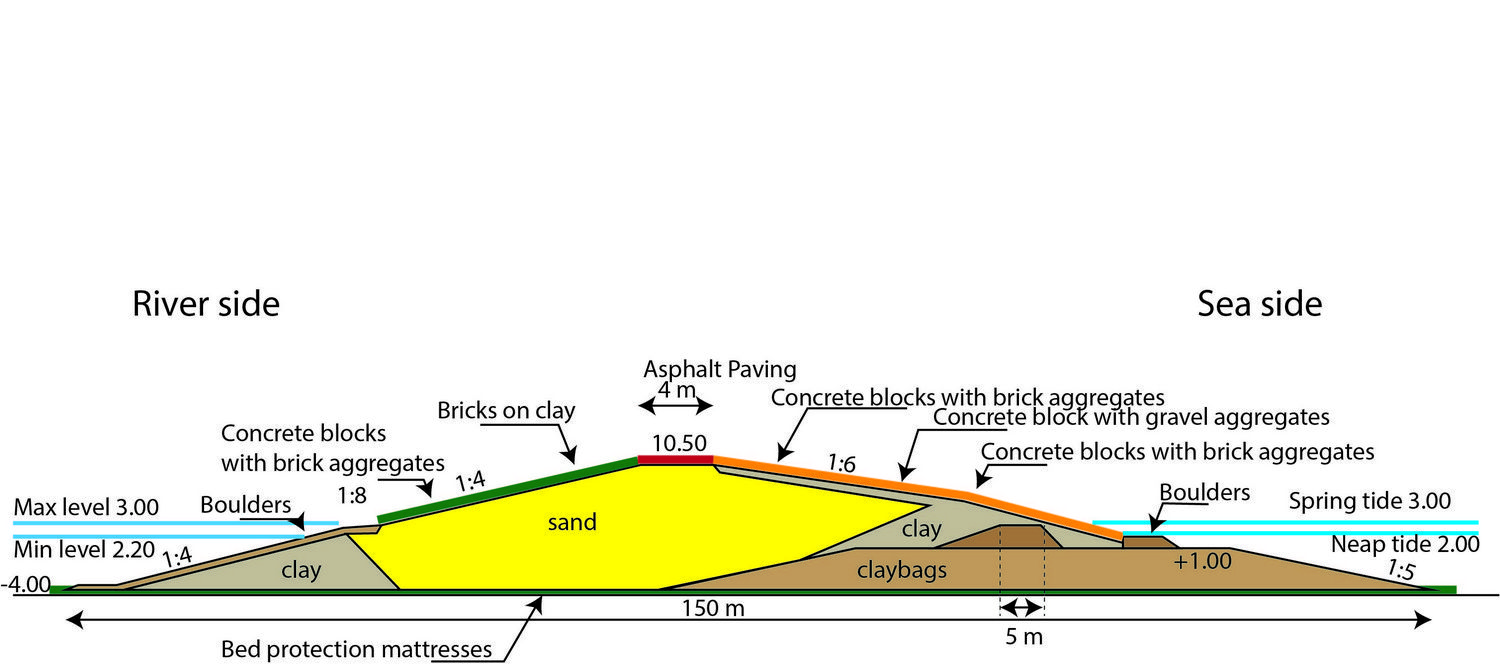
Dwarsdoorsnede over de dam

## de Uitvoering
Er is aan de westzijde een uitwateringssluis gebouwd, verbonden door een 1600 m lange verbindingsdam tot aan het definitieve sluitgat. Dit sluitgat is 1200m breed en tijdens een doodtij-laagwater gesloten met 1.200.000 kleizakken, daar in ongeveer 6 uur geplaatst door 12.000 arbeiders. Vooraf waren deze zakken in 12 depots in het midden van de rivier geplaatst. Hiermee was de afsluiting gerealiseerd; dit was de Neap Tide Dam.
Omdat de stroming nu weggevallen was, kon de dam verder verhoogd worden met los zand (aangebracht met vrachtauto's). De dam werd zo verhoogd tot springtij-hoogte (Spring Tide Dam). Dit moest binnen 8 dagen gebeuren. Deze zanddam kreeg een bekleding van kleizakken tegen erosie door golfslag.

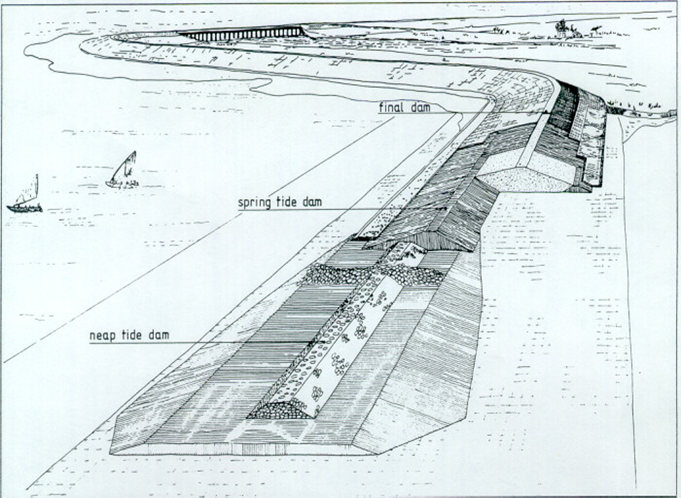
Artist impression van de Fenidam

Tot slot werd de dam op stormvloedhoogte (10,5 m boven laag water) gebracht in de 3 maanden daaropvolgend, en voorzien van een bekleding met betonblokken. Als grof toeslagmateriaal voor deze blokken is gebroken baksteen gebruikt, vanwege het feit dat Bangladesh ook vrijwel geen grind heeft. De bakstenen zijn speciaal voor dit project gebakken, en daarna met handkracht gebroken tot puin.

## Resultaten
De dam werd als gepland gebouwd en in 1985 opgeleverd. Ten noorden van de dam zijn in het zoetwatermeer polders voor rijstbouw aangelegd. Ten zuiden van de dam (waar dus nog steeds invloed van getij was) is door het wegvallen van de stroming een sterke aanslibbing opgetreden. Doordat dit gebied opgeslibd is tot niveau van hoogwater, was het mogelijk ook daar polders aan te leggen (ten zuidoosten van de dam).

## De Kleine Feni
De Kleine Feni (Choto Feni) is in maart 2015 ook afgesloten. Hiervoor heeft de Bangladesh Water Development Board in 2011 een tender uitgeschreven. Om onbekende redenen is er pas een aantal jaren aan begonnen. Het werk is uitgevoerd in de gemeente Companiganj Upazila voor 194 crore Tk (ca. 200.000 euro) door een lokale aannemer met dezelfde methode als de Fenidam. Er zijn hier 6000 arbeiders ingezet. 
Hierdoor kon 130,000 ha landbouwgrond gewonnen worden. Deze sluiting staat bekend als Musapur closure. Ter plekke van het sluitgat is naderhand een vakantiecentrum gemaakt met deze naam. Tijdens de uitvoering is een deel van de dam weggespoeld. Door noodmaatregelen is een verdere erosie toen voorkomen en kon de sluiting toch gerealiseerd worden. Uit een foto van de Daily Star  blijkt dat het damlichaam van de dam opgebouwd is uit kleizakken, die van de beide landoevers zijn aangevoerd, en het laatste sluitgat als een "verticale sluiting" is uitgevoerd vanaf een ponton. Voor het afmeren van het ponton waren verticale palen in het sluitgat geslagen. Op sommige plaatsen zijn ook zwaardere zakken (big bags) gebruikt. Het probleem van de erosie dat in het artikel van de Observer genoemd is met name aan de rand van het laatste sluitgat opgetreden. Men heeft daar de erosie getracht te stoppen door het gebruik van schanskorven gevuld met baksteen (vanwege het gebrek aan breuksteen); hierover bestaat een video.
Na sluiting vier het gebied achter de dam permanent droog; achtergebleven vissen werden door de lokale bevolking verzameld.